# Maminsynek
Maminsynek (ang. Mama's Boy) – amerykański film komediowy z 2007 roku w reżyserii Tima Hamiltona. Wyprodukowany przez wytwórnię Warner Bros.
Premiera filmu miała miejsce 30 listopada 2007 roku w Stanach Zjednoczonych.

## Opis fabuły
29-letni Jeffrey (Jon Heder), miłośnik komiksów i gier na konsoli, wciąż mieszka z matką, Jan (Diane Keaton). Gdy ta poznaje specjalistę od technik motywacyjnych, Merta (Jeff Daniels), duży chłopiec chce się go jak najszybciej pozbyć. Pomaga mu zbuntowana, początkująca piosenkarka Nora Flannagan (Anna Faris).

## Obsada
Źródło: Filmweb
- Diane Keaton jako Jan Mannus
- Jon Heder jako Jeffrey Mannus
- Jeff Daniels jako Mert Rosenbloom
- Anna Faris jako Nora Flannagan
- Dorian Missick jako Mitch
- Sarah Chalke jako Maya
- Eli Wallach jako Seymour Warburton
- Marcos Akiaten jako szaman
- Rhys Coiro jako Trip
- Tyler Shea Sohooli jako Skyler
- Mary Kay Place jako Barbara
- Evan Peters jako Keith
- Jenny Ladner jako Alison

i inni